# Un món perfecte
Un món perfecte (títol original en anglès: A Perfect World) és una pel·lícula estatunidenca de 1993 produïda i dirigida per Clint Eastwood i protagonitzada per Kevin Costner i el propi Eastwood. Aquesta pel·lícula ha estat doblada al català.

## Argument
Butch Haynes (Clint Eastwood) i Terry Pugh (Keith Szarabajka) s'escapen de la presó de Huntsville, prenen un noi, Philip Perry (T.J. Lowther), com a ostatge improvisat i fugen per les carreteres de Texas perseguits pels Rangers. Allò que en principi és una fugida tràgica i violenta, es converteix, de mica en mica, en una interrelació de simpatia entre segrestador i segrestat, que canviarà radicalment la vida de tots dos.

## Repartiment
- Kevin Costner com Robert "Butch" Haynes
- Clint Eastwood com Chief "Red" Garnett
- Laura Dern com Sally Gerber
- T.J. Lowther com Philip "Buzz" Perry
- Keith Szarabajka com Jerry Pugh
- Leo Burmester com Tom Adler
- Paul Hewitt com Dick Suttle
- Bradley Whitford com Bobby Lee
- Ray McKinnon com Bradley
- Mary Alice com Lottie
- Wayne Dehart com Mack
- Linda Hart com Eileen

## Producció
Eastwood va rebre el guió d'Un món perfecte quan estava realitzant En la línia de foc. També es trobava en plena carrera al premi Oscar com a actor i director per Sense perdó i va veure Un món perfecte com una oportunitat per a treballar com a director únicament i agafar un descans com a actor. No obstant, després que Kevin Costner va afegir el guió de la pel·lícula, aquest va suggerir que Eastwood seria perfecte pel paper del Ranger de Texas Red Garnett. La pel·lícula va ser filmada a Martindale, Texas, entre les ciutats de San Marcos i Lockhart, a la primavera i estiu de 1993.